# Hopkins County (Texas)
Hopkins County je okres ve státě Texas v USA. K roku 2010 zde žilo 35 161 obyvatel. Správním městem okresu je Sulphur Springs. Celková rozloha okresu činí 2 054 km².